# Plumularia galapagensis
Plumularia galapagensis är en nässeldjursart som beskrevs av Calder, Mallinson, Collins och Hickman 2003. Plumularia galapagensis ingår i släktet Plumularia och familjen Plumulariidae. Inga underarter finns listade i Catalogue of Life.